# Fengrun
Fengrun, tidigare stavat Fengjun, är ett stadsdistrikt i Tangshan i Hebei-provinsen i norra Kina.